# Дело поручается детективу Тедди. Дело № 002. Космическая загадка
«Космическая загадка. Дело № 002 поручается детективу Тедди» — советский мультфильм Владимира Дахно. Второй мультфильм из дилогии «Дело поручается детективу Тедди».

## Сюжет
О том, как детектив Тедди пытался узнать, почему инопланетяне не захотели вступать в контакт с жителями Земли.

## Съёмочная группа
| Автор сценария             | Светлана Куценко                                                                                 |
| Кинорежиссёр               | Владимир Дахно                                                                                   |
| Художник-постановщик       | Наталия Чернышёва                                                                                |
| Композитор                 | Нина Савичева                                                                                    |
| Кинооператор               | Александр Мухин                                                                                  |
| Звукооператор              | Виктор Груздёв                                                                                   |
| Художники-мультипликаторы: | Александр Викен, Нина Чурилова, Александр Лавров, Н. Устенко, М. Яремко                          |
| Роли озвучили:             | Давид Бабаев — Гриша, Евгений Паперный — детектив Тедди, Елена Гузеева — актриса цирка и её внук |
| Ассистенты:                | Валентина Рябкина, Олег Боженок                                                                  |
| Монтаж                     | С. Васильева                                                                                     |
| Редактор                   | Наталья Гузеева                                                                                  |
| Директор съёмочной группы  | Иван Мазепа                                                                                      |